# Заваллиш, Вольфганг
Вольфганг Заваллиш (нем. Wolfgang Sawallisch; 26 августа 1923, Мюнхен — 22 февраля 2013, Грассау) — немецкий дирижёр и пианист.

## Биография
Родился 26 августа 1923 года в Мюнхене. Родители — Вильгельм и Мария Заваллиш. Играл с пяти лет, к десяти годам принял решение стать пианистом.
Учился преимущественно частным образом (благодаря поддержке матери). Во время Второй мировой войны служил в вермахте, воевал в Италии и Франции, в конце войны оказался в британском лагере для военнопленных. После освобождения вернулся в Мюнхен, учился у Йозефа Хаса, сдал государственный экзамен. Брал также уроки у Ханса Росбауда и Игоря Маркевича. В 1947 году начал свою карьеру с должности концертмейстера в оперном театре в Аугсбурге и вскоре стал дирижёром. В 1952—1953 годах был помощником Игоря Маркевича в Моцартеуме (Зальцбург).
С 1953 года начал дирижировать в оркестре Берлинской Филармонии, причём до него в таком молодом возрасте это сделать ещё никому не удавалось. Второй дебют в качестве самого молодого дирижёра случился в 1957 году в Байройтском фестивальном театре, когда он встал за дирижёрский пульт во время исполнения вагнеровской оперы «Тристан и Изольда».
С 1960 по 1970 год Вольфганг Заваллиш был главным дирижёром Венского Симфонического оркестра, с 1971 по 1992 год — генеральным директором Баварской государственной Оперы.
С 1993 по 2003 год Заваллиш занимал пост музыкального директора Филадельфийского оркестра и отзывался об этом так:
«Я двадцать два года возглавлял Мюнхенскую оперу, и это был очень важный период моей музыкальной жизни, но пост руководителя Филадельфийского оркестра — вершина моей карьеры. Ибо это — незаурядный музыкальный инструмент».
Заваллиш был также почётным членом Общества Роберта Шумана и лауреатом одноимённой премии (1994).
Выдающийся интерпретатор музыки Рихарда Штрауса, Брукнера и (в последние годы своей жизни) Роберта Шумана, Заваллиш записал полное собрание хоровых сочинений Франца Шуберта, в том числе a capella и с фортепиано. Уникальна его дискография опер Рихарда Вагнера: он записал (на разных лейблах, со спектаклей или в студии, в аудио- или видеоформатах) все без исключения оперы композитора, включая ранние, некоторые — неоднократно. Репертуар дирижёра очень широк, а его исполнительская манера отличается необыкновенной лёгкостью, идеально соответствующей музыке Моцарта или Брамса.
В качестве пианиста он аккомпанировал многим выдающимся певцам — Дитриху Фишеру-Дискау, Элизабет Шварцкопф и Маргарет Прайс.

## Награды
- Вторая премия на международном конкурсе исполнителей в Женеве в категории «Дуэт скрипки и фортепиано» (сопровождал скрипача Герхарда Зейтца) (1949)

## Личная жизнь
В 1946 году женился на Мехтильд Шмид (1921—1998), которая ради семьи отказалась от карьеры певицы, и усыновил её сына от первого брака Йорга. Супруги прожили вместе сорок шесть лет. Мехтильд умерла в возрасте семидесяти семи лет от рака щитовидной железы.
Вольфганг Заваллиш скончался 22 февраля 2013 года в Грассау.
Йорг скончался в том же 2013 году, но месяцем раньше.